# JR-Maglev
Koordinaten: 35° 34′ 59,4″ N, 138° 55′ 33″ O

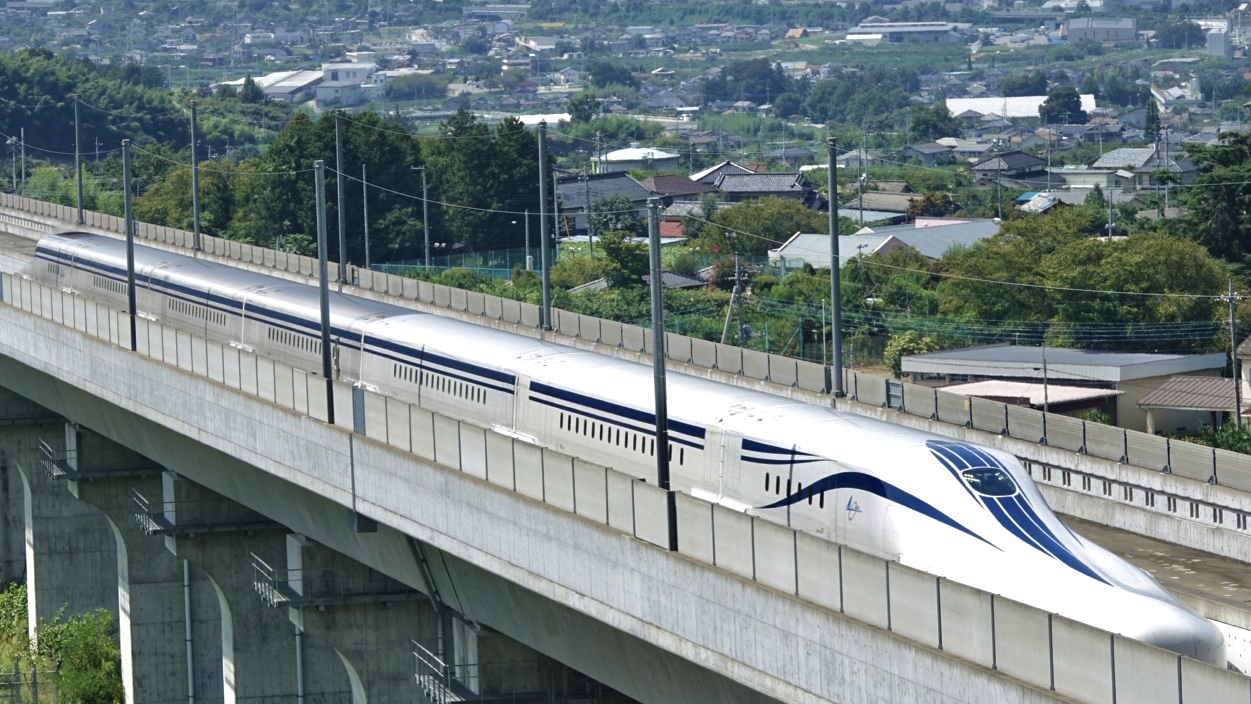
Shinkansen L0

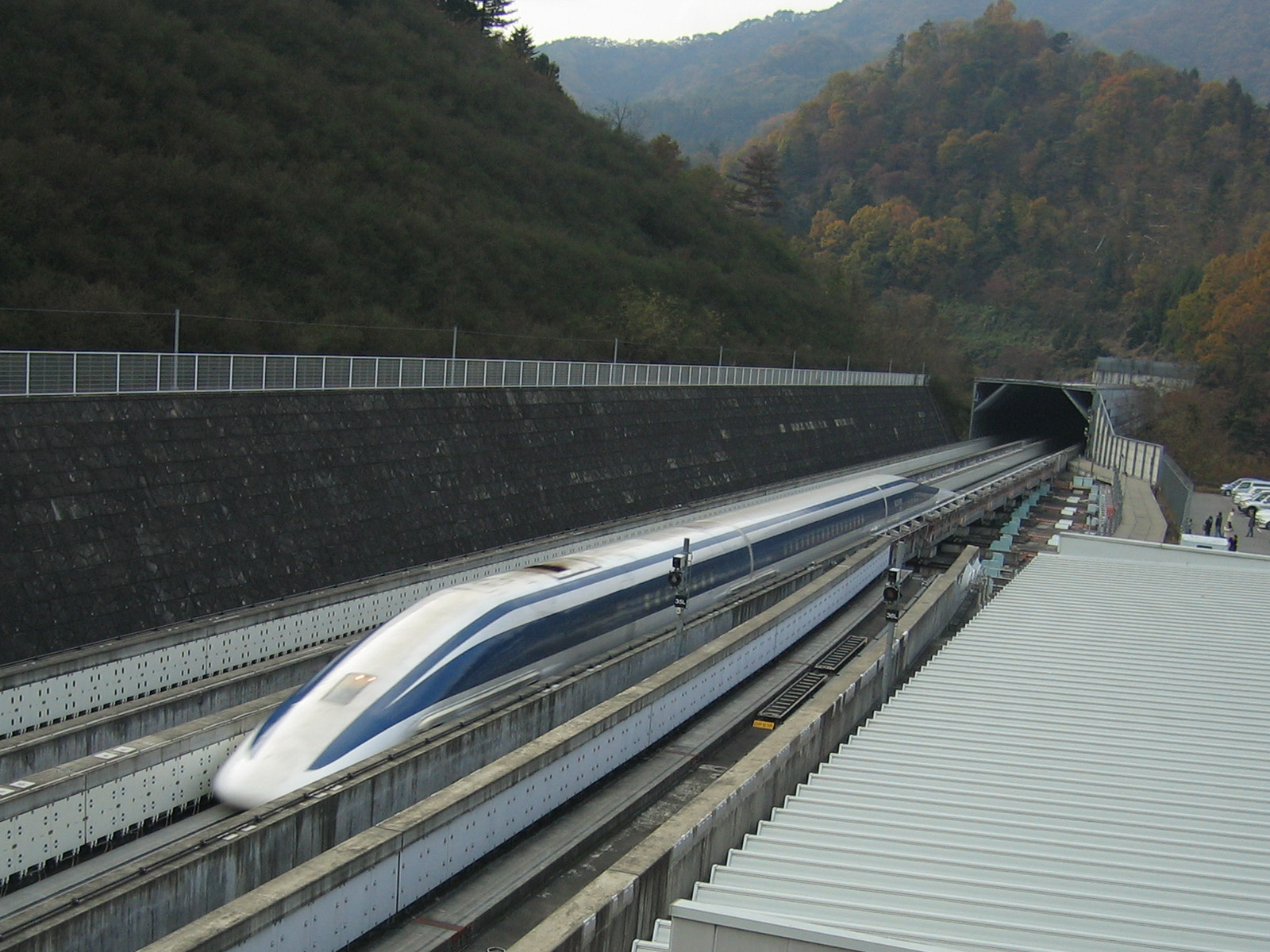
JR-Maglev MLX01 bei Kōfu, Japan

Der japanische JR-Maglev ist eine 1997 in den Testbetrieb gegangene Magnetschwebebahn (Magnetic Levitation). Es verkehren experimentelle Züge MLX01 und serienreife Züge L0. Die 43 km lange Teststrecke in der Präfektur Yamanashi soll in den nächsten Jahrzehnten Teil des Chūō-Shinkansen, einer 500 km/h schnellen Verbindung zwischen den Städten Tokio und Osaka, werden.

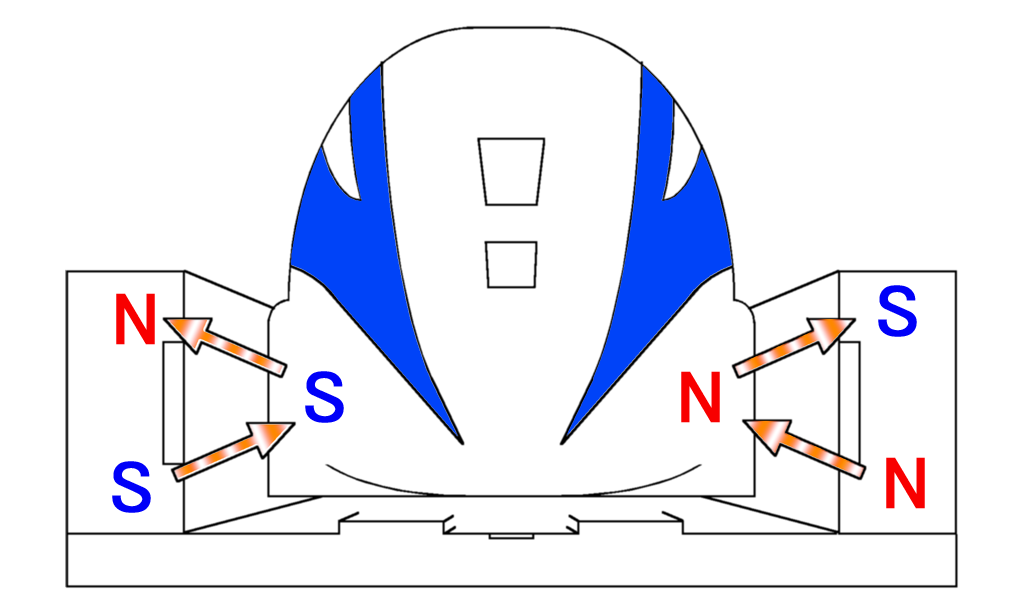
Schwebesystem

Der JR-Maglev ist ein elektrodynamisches Schwebesystem (EDS) mit folgenden Besonderheiten: Nicht der Zug umfasst den Fahrweg, sondern der Fahrweg trogförmig den Zug. Große, eisenlose, supraleitende Spulen in den Zügen erlauben einen großen Luftspalt im Fahrweg. Normalleitende Spulen an dessen Seitenwänden sind so geformt und verschaltet, dass darin Ströme nur in dem Maße induziert werden, wie der Zug von einer symmetrischen Lage abweicht. Hinter diesen Spulen liegt der dreiphasig erregte Langstator für den Antrieb und zum Bremsen.
Die staatliche Japan Bank for International Cooperation (JBIC) gewährte 2014 dem US-amerikanischen Konsortium Baltimore–Washington Rapid Rail einen zinsgünstigen Kredit über fünf Milliarden Dollar als Anschubfinanzierung für das, nach den Vorstellungen der Investoren, erste Teilstück einer Verbindung von Washington, D.C. bis Baltimore. Die Streckenführung ist noch offen (Stand 2019).

## Entwicklungsgeschichte
Im Laufe der Entwicklung der magnetischen Schwebetechnik in Japan änderte sich die Spulenanordnung mehrfach. Das konstante Merkmal war und ist die Ausstattung der Fahrzeuge mit supraleitenden, kurzgeschlossenen Magnetspulen in Badkryostaten.

### RTRI
Ausschließlich der Erprobung des Antriebs diente ab 1972 das erste Fahrzeug, LSM200, am Railway Technical Research Institute (RTRI). Es fuhr noch auf Rädern und umfasste den Langstator, der als Steg mittig aus der Fahrbahn ragte. Dessen magnetisches Wanderfeld nahm das Fahrzeug schlupffrei mit, siehe Linearmotor.
Ab 1974 schwebte am RTRI mit dem ML100A das erste Fahrzeug elektrodynamisch. Der Fahrweg hatte nun in den horizontalen Flächen rechts und links vom Stator zusätzliche passive, normalleitende Spulen. Darin wurden beim schnellen Befahren die für die elektrodynamische Levitation nötigen Ströme induziert.

### Maglev-Teststrecke in Miyazaki
Die erste größere Versuchsstrecke dieses Typs entstand 1977 in der Präfektur Miyazaki und wurde bis 1979 auf eine Länge von etwa 7 km ausgebaut. Das Fahrzeug auf dieser Strecke, ML-500, war 13 m lang, hatte eine Masse von 10 t und war unbemannt. Es stellte im Dezember 1979 mit 517 km/h einen Geschwindigkeitsrekord auf.

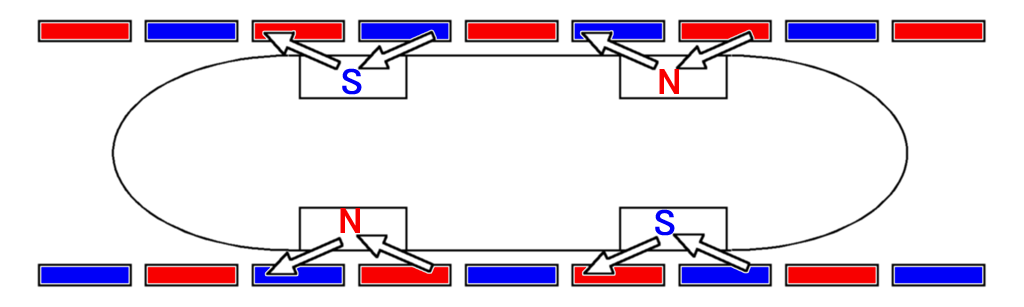
Feldgeometrie des Langstators seit 1980

Danach wurde zugunsten eines kompakteren, für den Personentransport geeigneteren Fahrzeugquerschnitts ein trogförmiges Fahrwegprofil ohne Steg verwendet. Dieser wurde auf einem 2 km langen Teil der Teststrecke entfernt und die darin befindlichen Spulen des Langstators an die Seitenwände des Fahrwegs montiert.

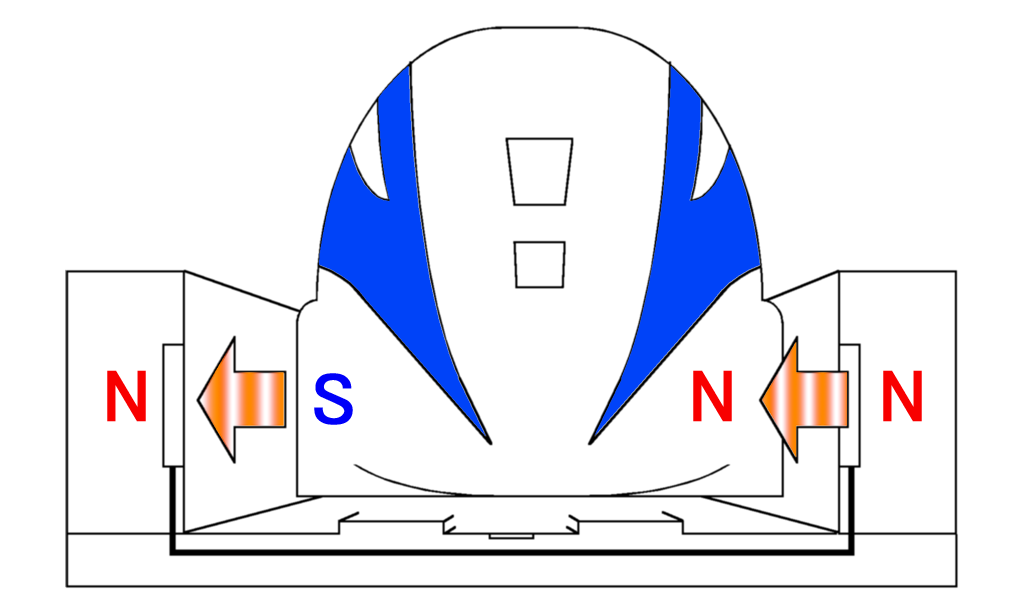
Prinzip der seitlichen Führung

Damit diese Spulen neben dem Antrieb auch der Spurführung dienen konnten, waren sie paarweise unter dem Fahrzeug hindurch so miteinander verschaltet, dass sich die elektrodynamisch induzierten Spannungen bei Mittellage des Fahrzeugs kompensierten (null-flux coils), bei seitlicher Auslenkung aber rückstellende Ströme ergaben. Auf dieser Strecke fuhr ab 1980 der 29 m lange, 30 t schwere, dreiteilige Zug MLU001. Jeder Wagen hatte in beiden Seitenwänden je vier vertikal orientierte, supraleitende Spulen, die sowohl mit den vertikalen als auch den horizontalen Spulen im Fahrweg wechselwirkten. Untersucht wurde z. B. die dynamische Stabilität gekoppelter Wagen und die Wirkung der hydraulisch ausstellbaren Bremsklappen.

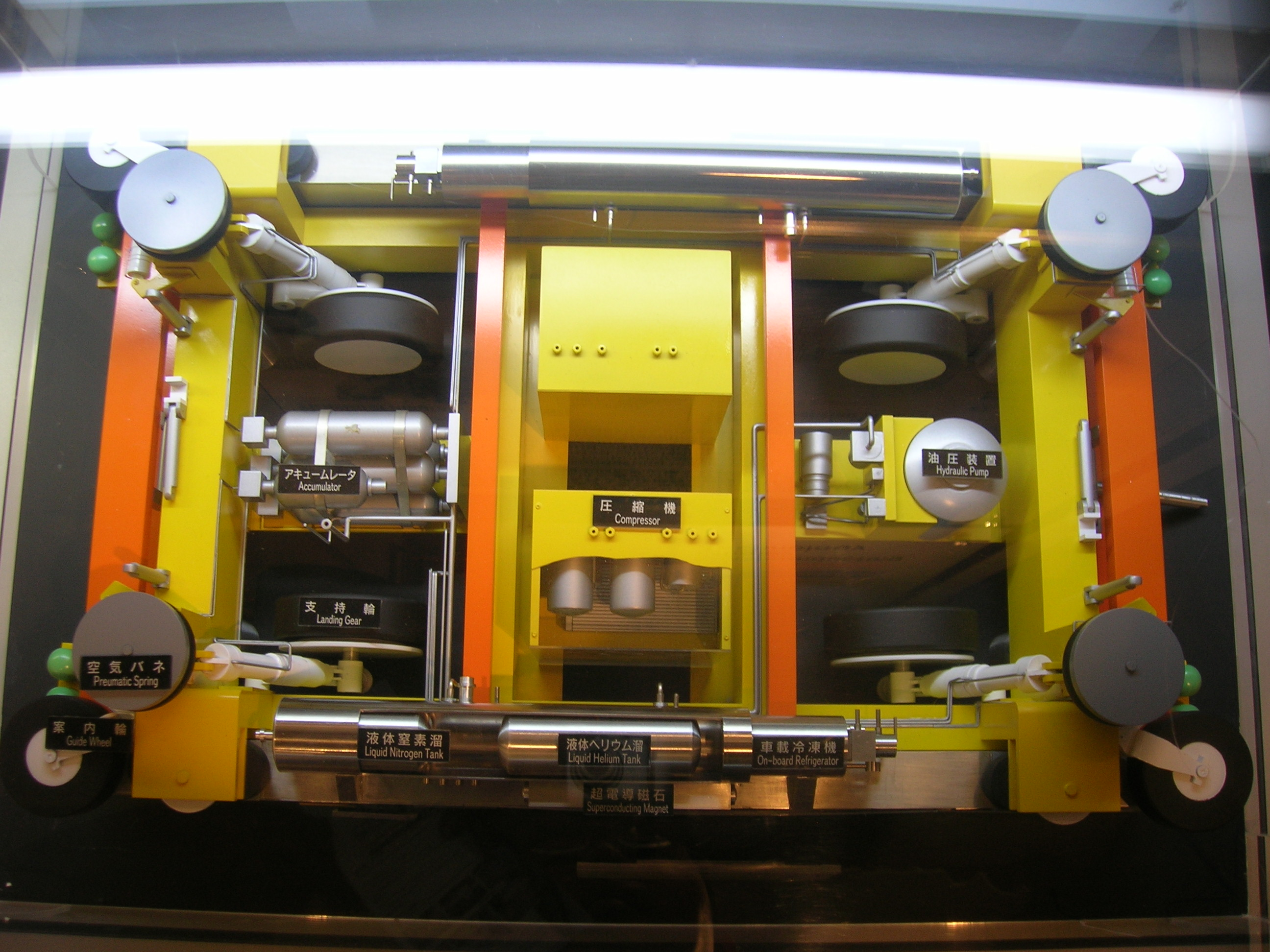
Drehgestell des JR-Maglev MLX01. Die glänzenden Zylinder oben und unten im Bild enthalten einen Vorrat an flüssigem Helium für die Supraleitermagneten, die unterhalb der Zylinder an dem orangefarbenen Rahmen befestigt sind. Die Sekundärfederung liegt unter den runden, grauen Flanschen. Die Primärfederung knapp daneben unter den gelben, quadratischen Flächen.

Bei einem weiteren, 1987 gebauten Fahrzeug, MLU002, waren die Spulen nicht mehr über die Fahrzeuglänge verteilt, sondern an zwei Drehgestellen angebracht, sodass der 22 m lange Einzelwagen trotzdem durch die Kurve kam. Die Züge hatten 32 bzw. 44 Sitzplätze. Dieses Fahrzeug brannte aus und wurde durch MLU002N ersetzt. Eine wesentliche Neuerung war eine Federung zwischen Spulenträger und Drehgestell zusätzlich zu der zwischen Drehgestell und Wagenkasten. Alle drei Züge erreichten etwa 400 km/h, begrenzt durch die Streckenlänge.

### Yamanashi Maglev Test Line (YMTL)
Eine anwendungsnähere Strecke, doppelspurig, mit einem Tunnelanteil von 90 % und Steigungen bis 40 ‰, wurde von 1990 bis 1996 auf den Stadtgebieten von Ōtsuki und Tsuru in der Präfektur Yamanashi, westlich von Tokyo errichtet. Die Strecke von zunächst 18 km Länge wurde zwischen 2011 und 2013 erneuert und auf 42,8 km ausgebaut und soll Teilstück einer kommerziell genutzten Linie Tokio–Osaka werden, siehe Chūō-Shinkansen. Seit 1997 werden auf der Strecke Versuchsfahrten mit unterschiedlichen Konfigurationen durchgeführt.

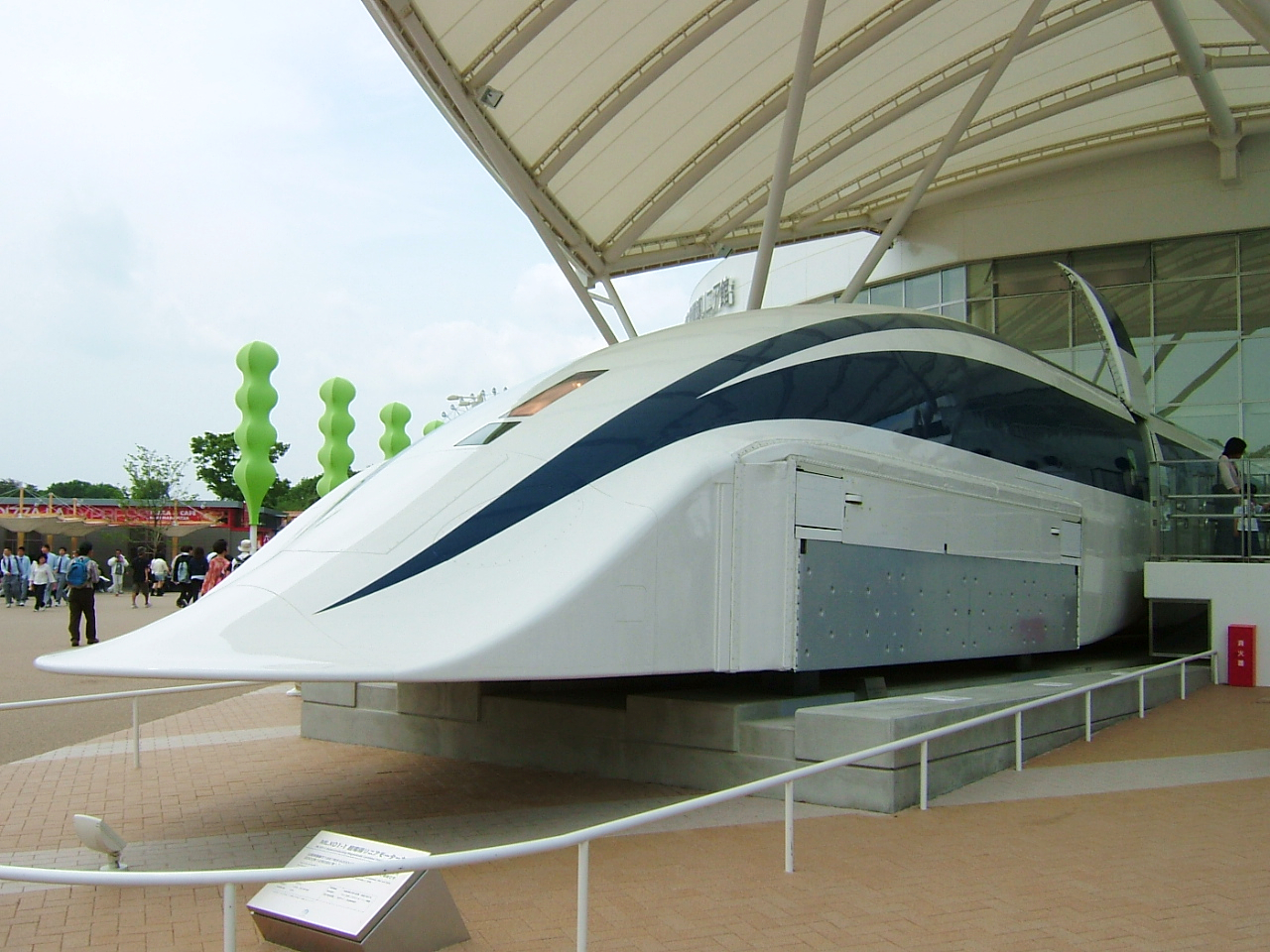
Die ausgemusterte Sektion MLX01-1

Am 3. Oktober 1997 wurde mit dem ersten Drei-Sektionen-Testzug, MLX01, eine Geschwindigkeit von 451 km/h, am 12. Dezember 531 km/h, 14. April 1999 552 km/h erreicht. Nach vorgehenden unbemannten Versuchsfahrten mit bis zu 575 km/h stellte das Fahrzeug MLX01 am 2. Dezember 2003 mit einer Geschwindigkeit von 581 km/h einen neuen Geschwindigkeitsweltrekord für Schienenfahrzeuge auf. Um diese Geschwindigkeit zu erreichen, benötigte das Fahrzeug aus dem Stand (0 km/h) 92 Sekunden und legte dabei 8.800 Meter zurück. Zum Vergleich benötigt der ICE3 (Halbzug) von 0 auf 300 km/h 324 Sekunden und der Transrapid 08 für dieselbe Geschwindigkeit von 300 km/h aus dem Stand 98 Sekunden.
Die Geschwindigkeit bei der Rekordfahrt konnte auf Grund der kurzen Teststrecke nur für 5 Sekunden gehalten werden, bevor das Fahrzeug wieder abbremsen musste. Dafür benötigte dieses 167 Sekunden bis zum völligen Stillstand. Das Fahrzeug legte dabei insgesamt 17,8 km in 4,4 Minuten zurück.
Seit der Inbetriebnahme des zweiten Vier-Sektionen-Testzuges, MLX01, im Jahre 1998 finden regelmäßig Begegnungsfahrten im Hochgeschwindigkeitsbereich statt. Im November 2004 wurde mit zwei entgegengesetzt fahrenden Zügen mit 1026 km/h Begegnungsgeschwindigkeit ein neuer Weltrekord aufgestellt. Dabei fuhr einer der beiden Züge mit 575 km/h. Bis Oktober 2004 wurden auf der Strecke insgesamt über 400.000 Kilometer zurückgelegt und 80.000 Besucher mitgenommen.
2013 wurde das erste Fahrzeug der Serie L0 für Tests geliefert. Damit wurden weitere Rekorde möglich, die beiden letzten Rekordgeschwindigkeiten im Testbetrieb von 590 km/h und einige Tage später sogar 603 km/h stammen aus dem April 2015.

## Publikumsverkehr

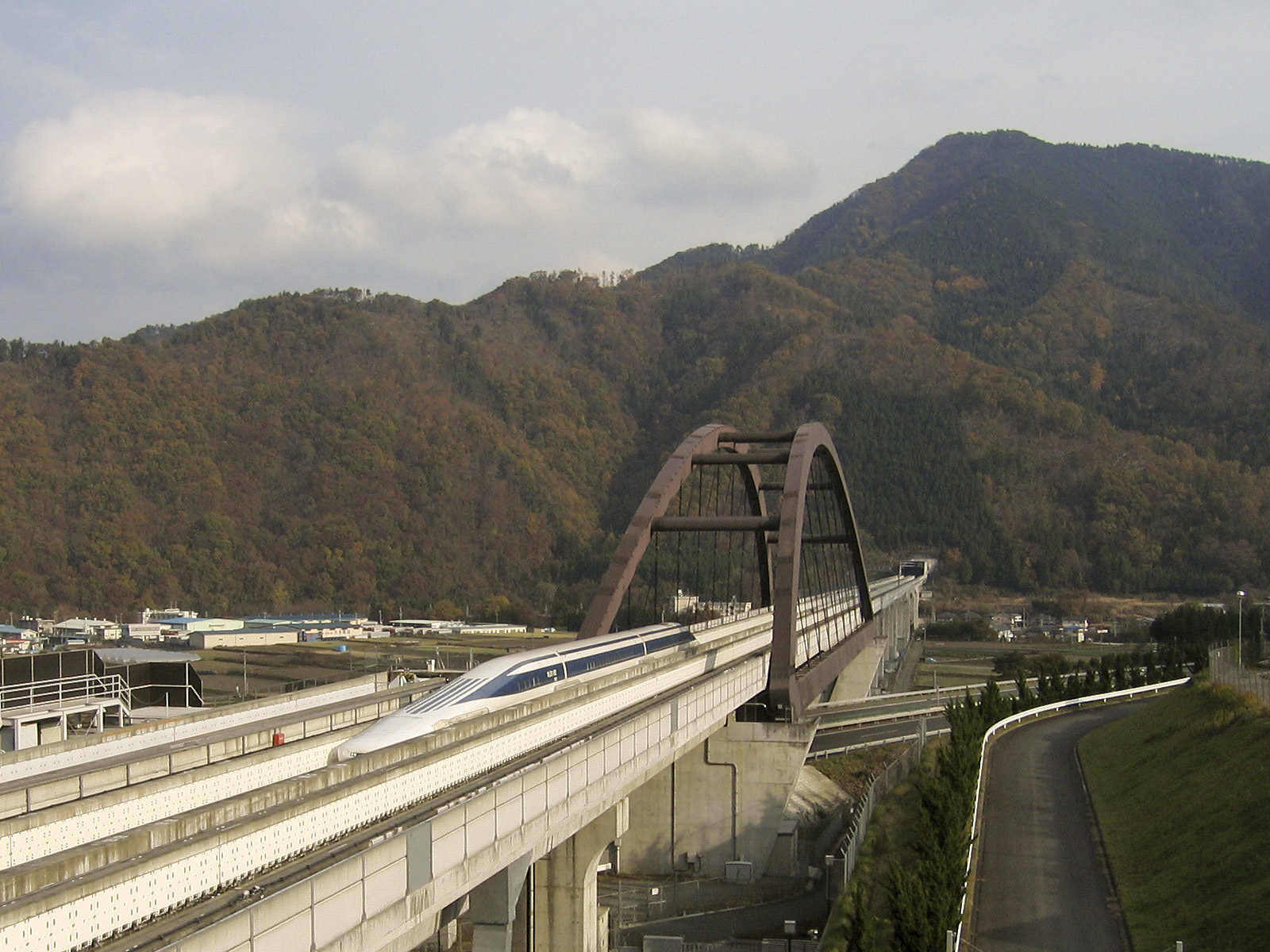
Die verbesserte Endsektion MLX01-901

Die Endsektion MLX01-1 wurde ausgemustert und durch die aerodynamisch verbesserte MLX01-901 ersetzt. Die ausgemusterte Sektion war als Infozentrum während der Expo 2005 in Nagoya zu sehen.
Seit 2000 ist die Versuchsstrecke für die Öffentlichkeit zugänglich. Dazu wurden ein Informationszentrum, ein Museum sowie ein neuer Bahnsteig gebaut. Ursprünglich war auch eine Mitfahrt möglich, die maximale Betriebsgeschwindigkeit war dabei auf 501 km/h begrenzt. Die Zahl der Interessenten überstieg das Kontingent an Karten um etwa das 10fache. Laut telefonischer Auskunft im Juli 2010 beim YAMANASHI-Laboratory wurde die Mitfahrmöglichkeit 2007 beendet, während eine Besichtigung der Testläufe auch weiterhin möglich bliebe. JR Central plante aber bereits im selben Jahr, mit Beendigung der Streckenerweiterung die unterbrochenen öffentlichen Vorführfahrten an Wochenenden und zur Urlaubszeit im Jahr 2013 und darüber hinaus wieder einzuführen.
Aktuell (Stand: Oktober 2018) sind Mitfahrten wieder möglich, allerdings werden die Plätze dafür verlost. An der Verlosung können ausschließlich in Japan lebende Interessenten teilnehmen.
Weitergehende Informationen dazu und zum Besuch der Teststrecke sowie des „Linear Museums“ findet man auf der offiziellen Webseite (siehe Weblinks).